# Залищенко, Иван Игнатьевич
Иван Игнатьевич Залищенко (3 ноября 1919 года — 3 января 1991 года, Уссурийск) — электросварщик завода по ремонту бронетанковой техники Министерства обороны СССР, Приморский край. Герой Социалистического Труда (1971).

## Биография
Родился в селе Калаборок (ныне затоплено водами Кременчугского водохранилища, территория Александрийского района Кировоградской области Украины).
Участник Великой Отечественной войны.
Достиг выдающихся трудовых показателей. Досрочно выполнил личные социалистические обязательства и плановые задания Восьмой пятилетки (1966—1970). 15 июня 1971 года Указом Президиума Верховного Совета СССР (с грифом «не подлежит публикованию») удостоен звания Героя Социалистического Труда «за выдающиеся успехи, достигнутые в выполнении пятилетнего плана» с вручением ордена Ленина и золотой медали Серп и Молот.
Скончался в январе 1991 года в Уссурийске, похоронен на Городском кладбище Уссурийска.